# 優しい女には毒がある
「優しい女には毒がある」（やさしいおんなにはどくがある）は、1994年3月25日に発売されたやしきたかじんの22枚目のシングル。

## 解説
前作から9ヶ月振り、同年秋発売アルバムからの先行シングル。

## 収録曲
- 両曲　編曲：若草恵

1. 優しい女には毒がある [04:51]
作詞：及川眠子／作曲：坂本洋
読売テレビ（日本テレビ系）「炸裂！生テレフォン」エンディングテーマ
2. はぐれた背中 [05:16]
作詞：来生えつこ／作曲：来生たかお
関西テレビ「たかじん胸いっぱい」エンディングテーマ
3. 優しい女には毒がある（オリジナル・カラオケ）
4. はぐれた背中（オリジナル・カラオケ）